# Kazem Kola
Kazem Kola (perski: كاظم كلا) – wieś w Iranie, w ostanie Mazandaran. W 2006 roku miejscowość liczyła 495 mieszkańców w 140 rodzinach.